# Sirákovice
Sirákovice (německy Sirakowitz) jsou vesnice a část města Golčův Jeníkov v okrese Havlíčkův Brod. Nachází se asi 2,5 kilometru severovýchodně od Golčova Jeníkova. Sirákovice jsou také název katastrálního území o rozloze 3,49 km².

## Přírodní poměry
Jihovýchodně od obce leží Sirákovický rybník, který je napájen potokem Váhanka a říčkou Hostačovka (rozloha 9 hektarů, celkový objem činí 110 tisíc m³, retenční objem je 45 tisíc m³, severně (na katastrálním území obce) se rozkládá větší Jezuitský rybník (rozloha 13,6 hektarů), zdrojem vody pro tento chovný rybník je opět říčka Hostačovka. Na hrázi rybníka, hned za silnicí, stojí Jezuitský mlýn (Sirákovice čp 23).

## Pamětihodnosti
- Zaniklý hrad Červenice ze třináctého století

## Fotogalerie

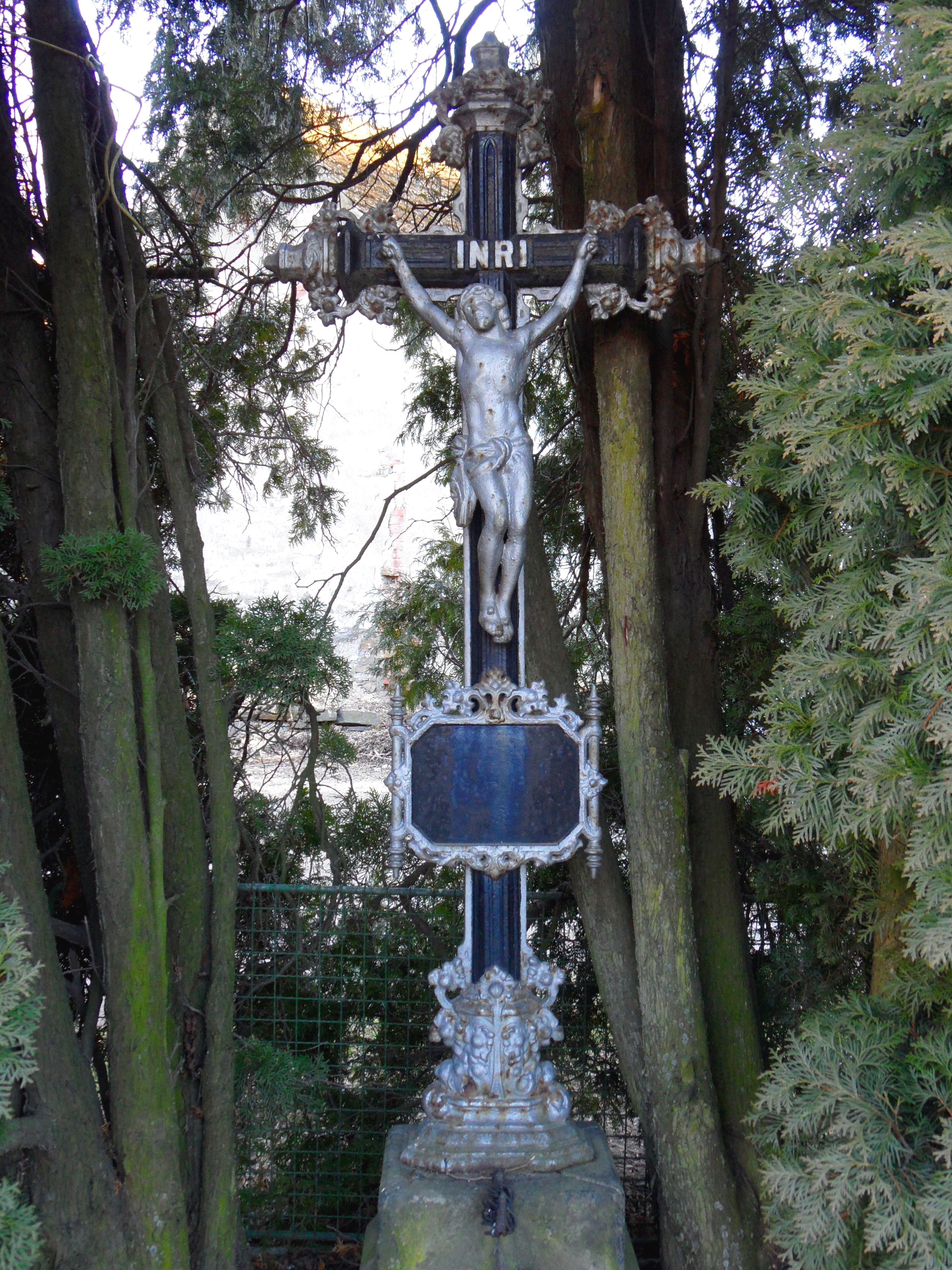
Křížek u rozcestí
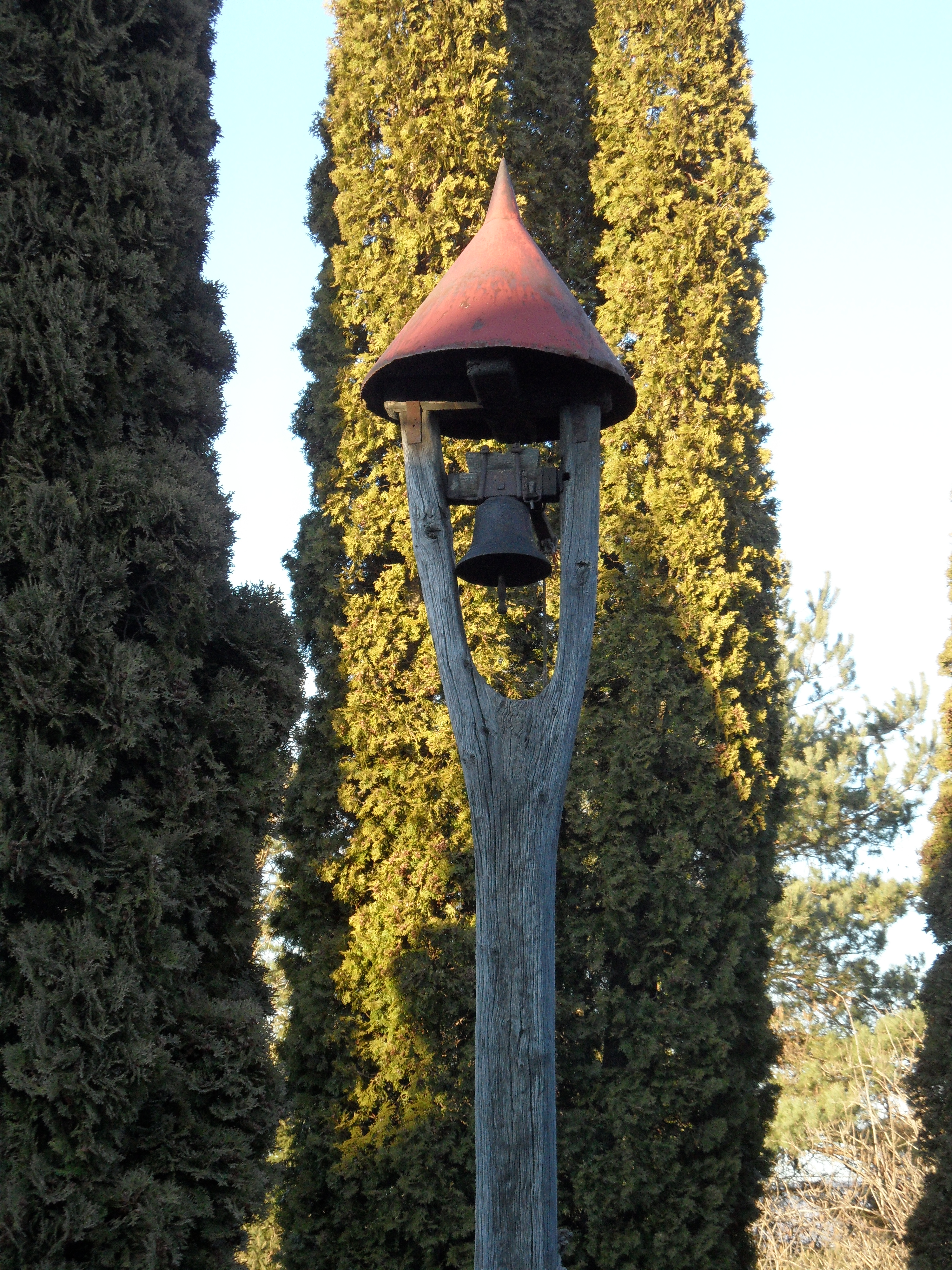
Zvonička na malé návsi
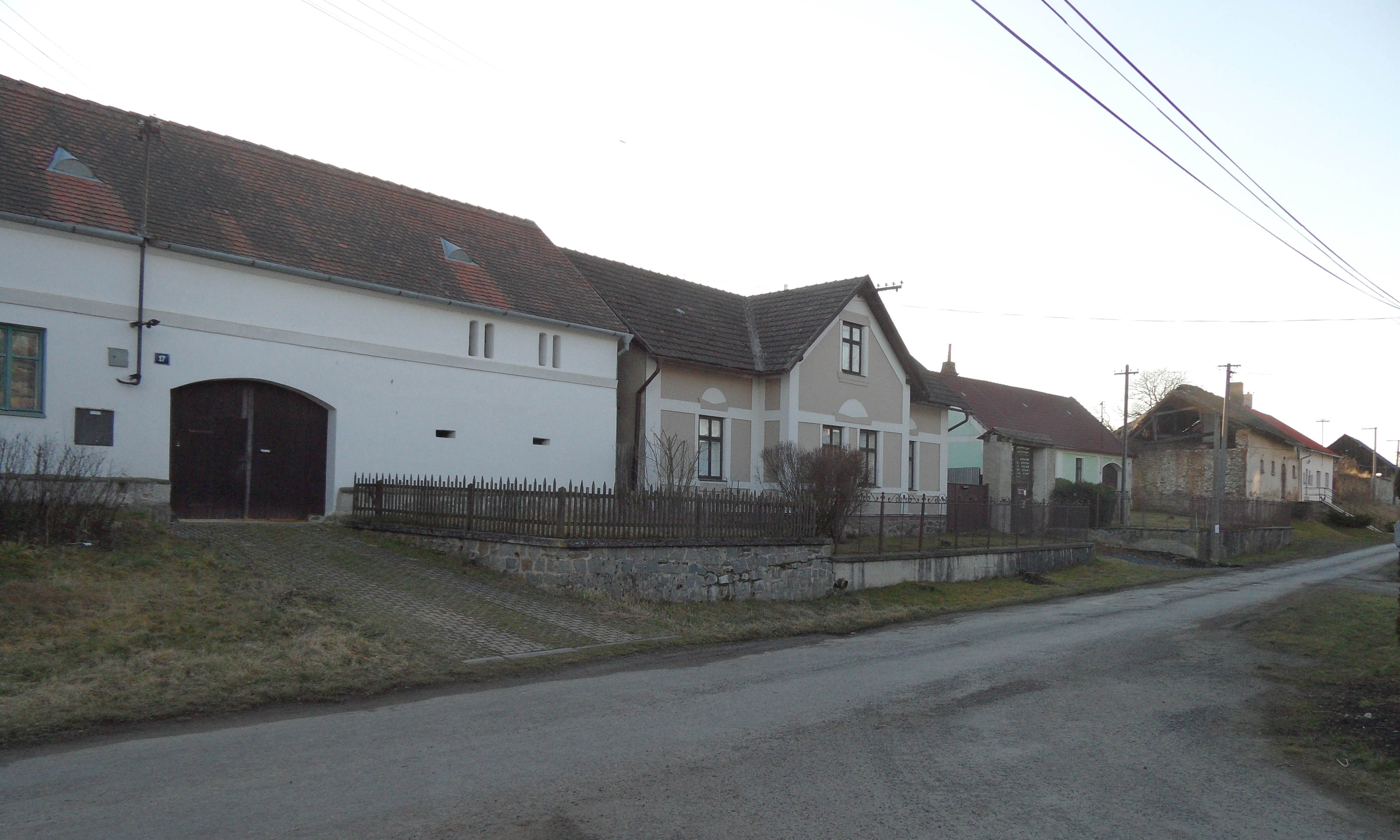
Domy u hlavní silnice (pohled od zvoničky)
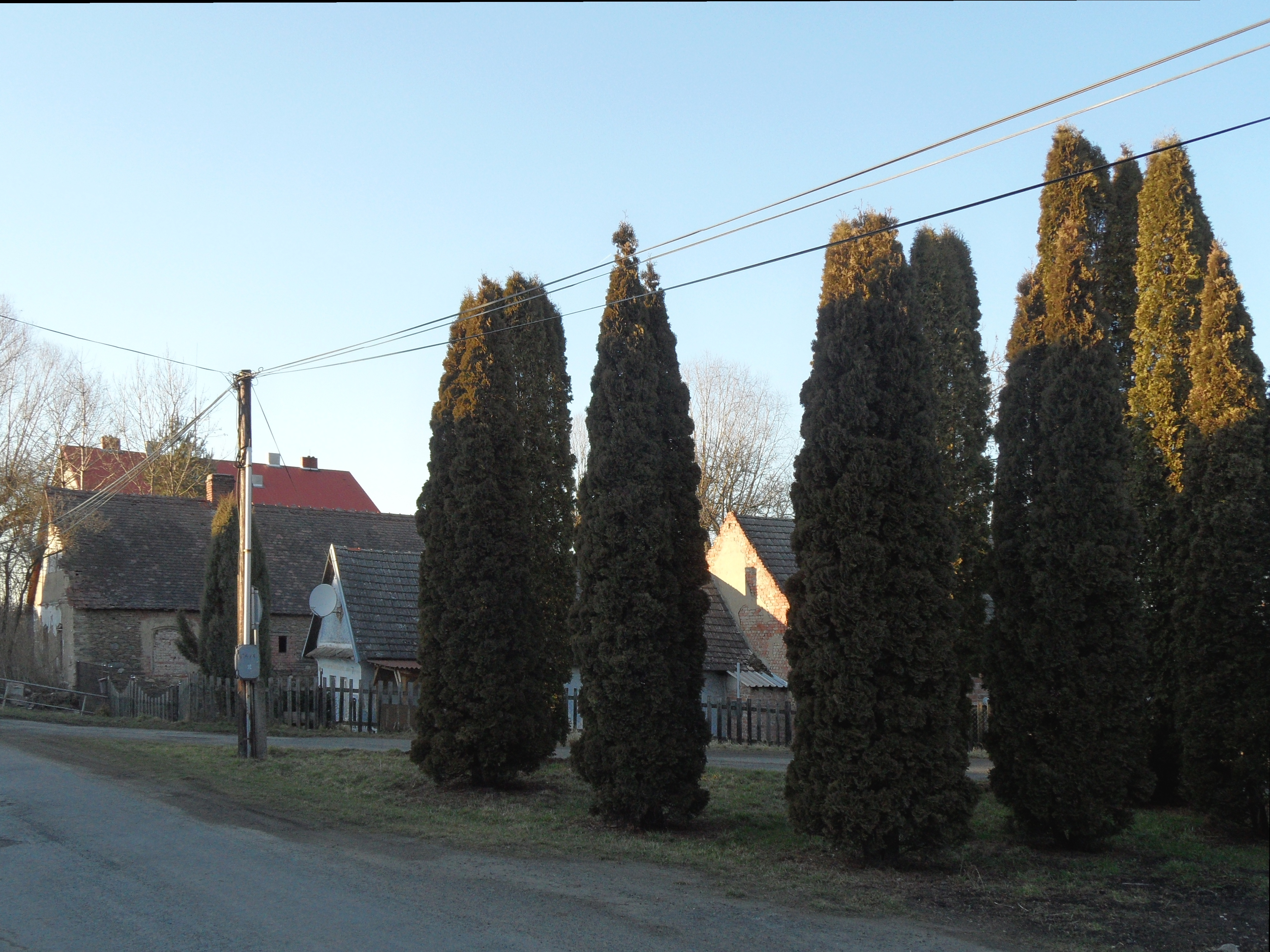
Domy a stromy blízko zvoničky
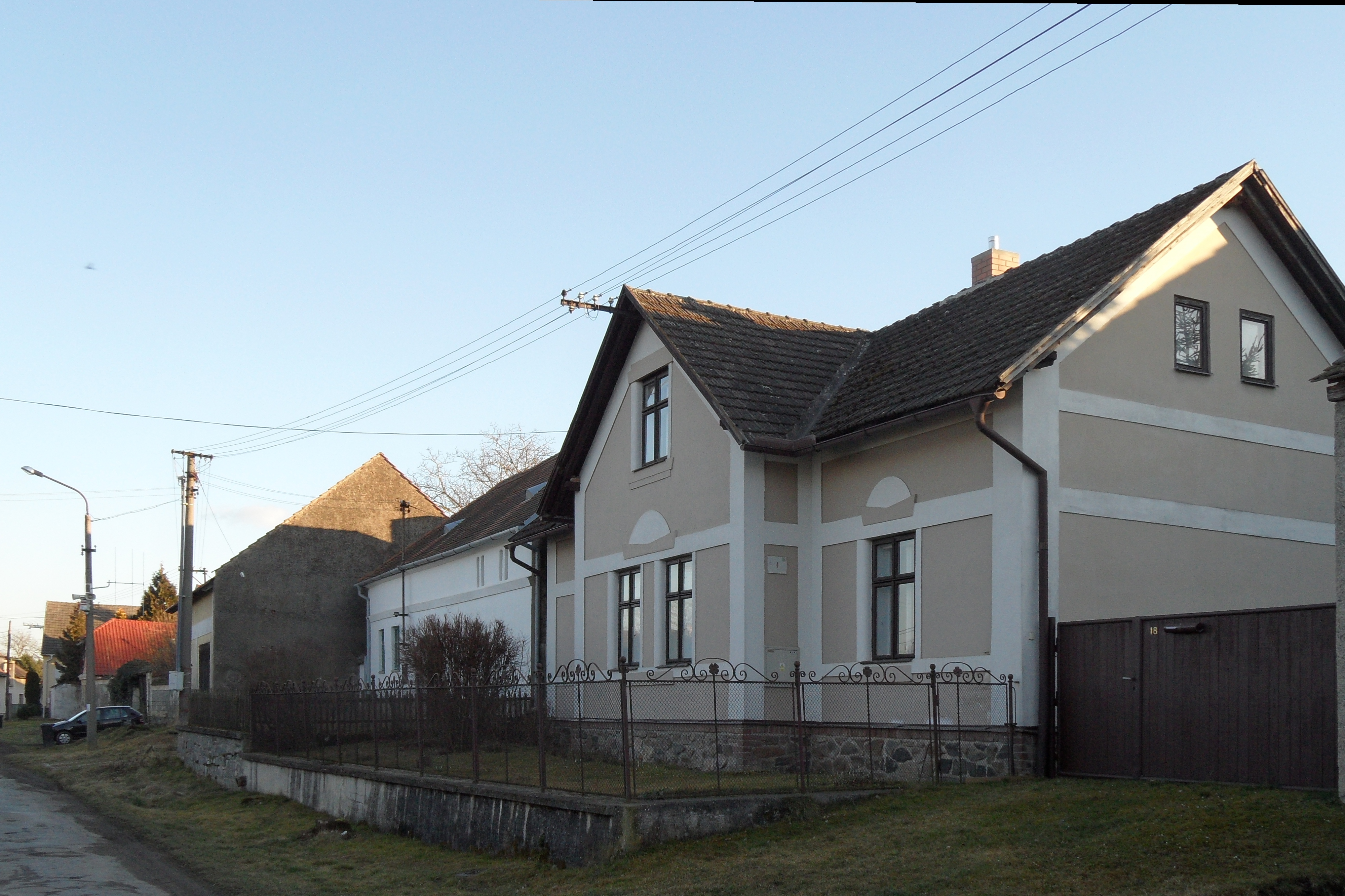
Domy podél hlavní silnice blízko zvoničky
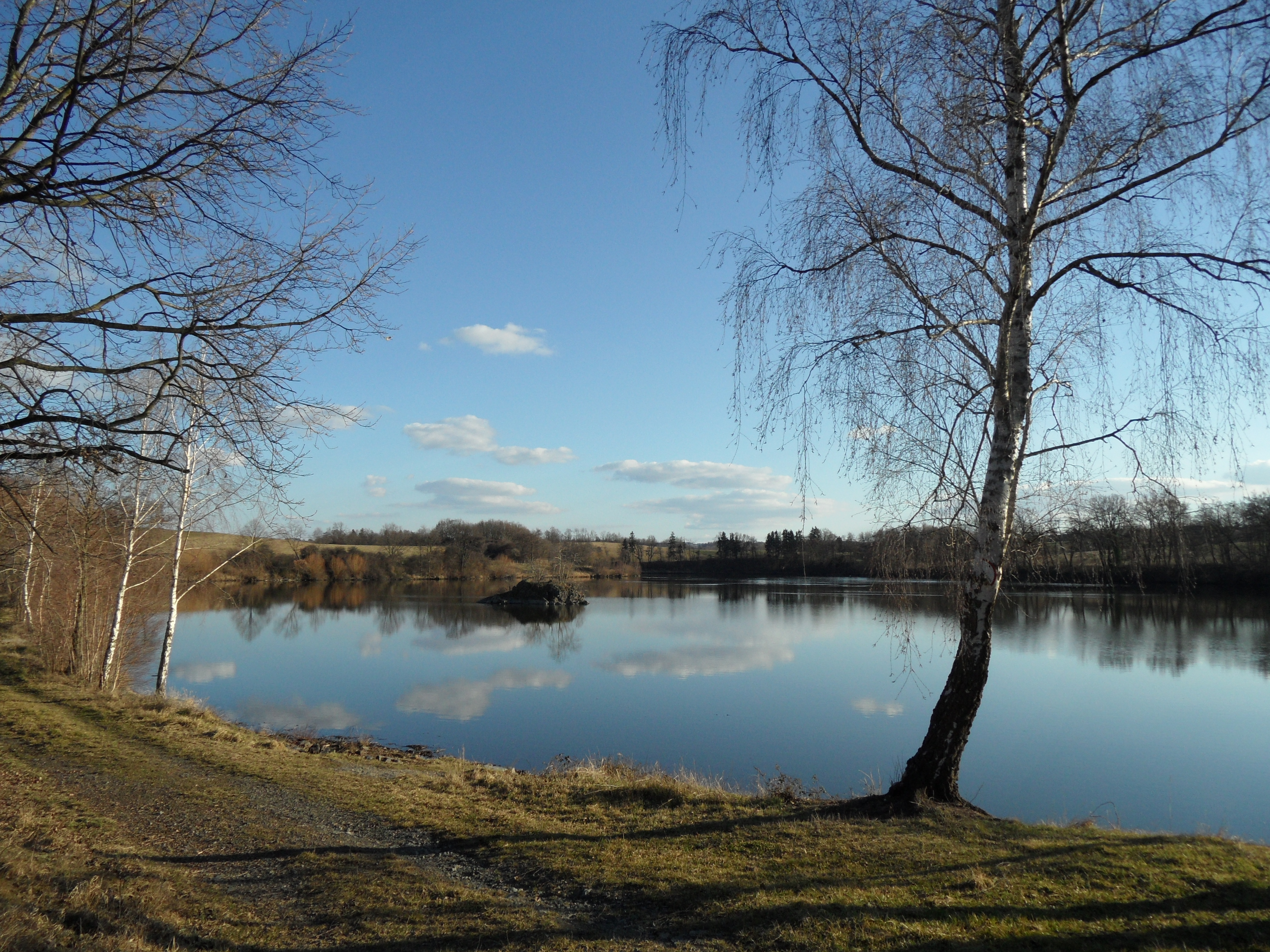
Jezuitský rybník (východní strana)
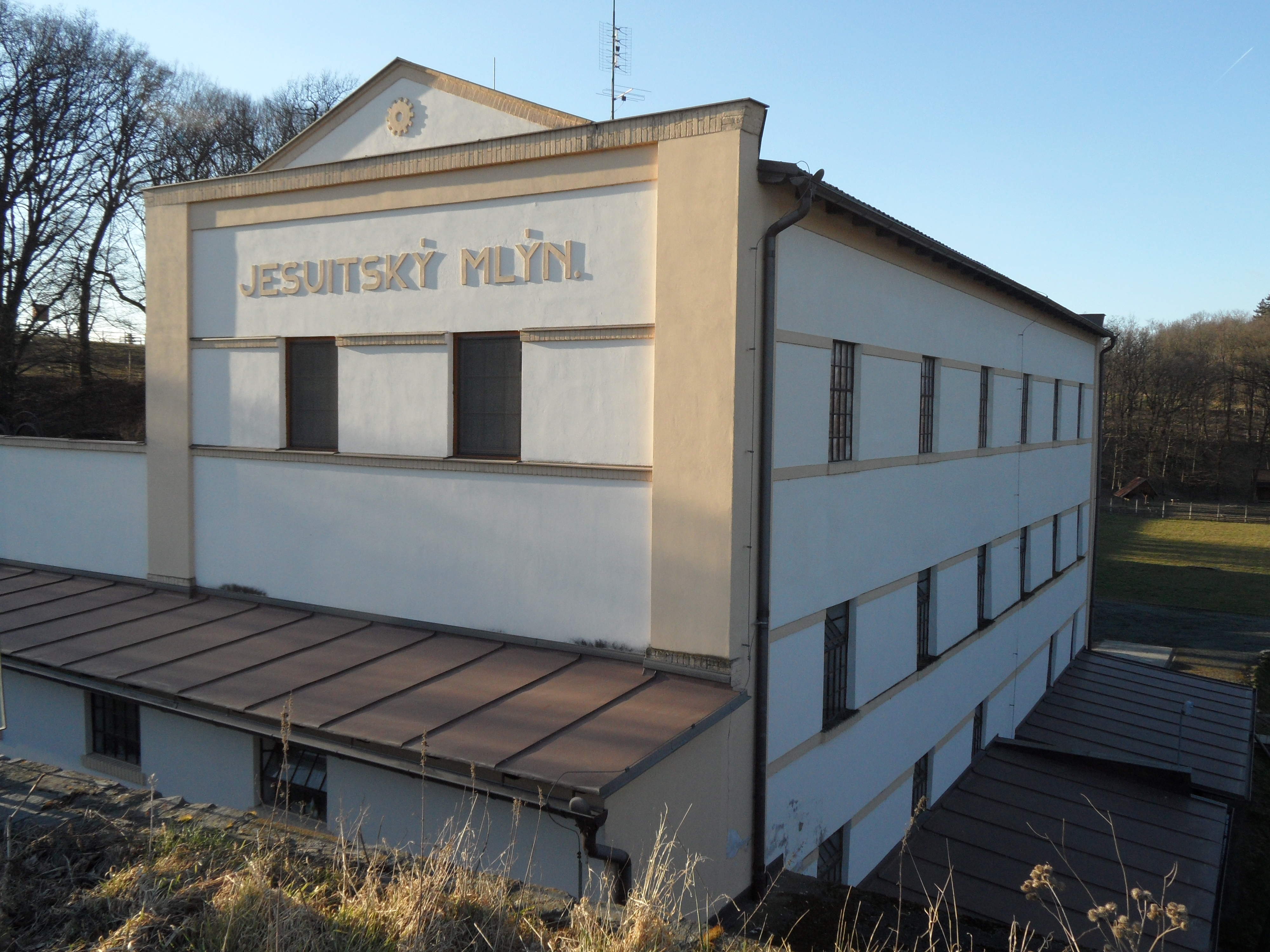
Jezuitský mlýn (Sirákovice čp. 23)